# Georg Niedermeier
Georg Niedermeier es un futbolista alemán nacido el 26 de febrero de 1986 en Múnich. Juega de defensa y su equipo actual es el Melbourne Victory.
El 11 de febrero de 2010 se marcha definitivamente al VfB Stuttgart y firmó un contrato con el VfB válido hasta junio de 2014.

## Clubes
| Club                   | País      | Año         |
| ---------------------- | --------- | ----------- |
| FC Bayern de Múnich II | Alemania  | 2003 - 2009 |
| VfB Stuttgart          | Alemania  | 2009 - 2016 |
| SC Freiburg            | Alemania  | 2016 - 2018 |
| Melbourne Victory      | Australia | 2018 -      |